# أحمد محمد أحمد
أحمد محمد أحمد (22 فبراير 1980 بمقديشو في الصومال - ) هو مدرب كرة قدم ولاعب كرة قدم صومالي في مركز الدفاع. شارك مع منتخب الصومال لكرة القدم.

## وصلات خارجية
- أحمد محمد أحمد على موقع أرشيف الشارخ.
- أحمد محمد أحمد على موقع الاتحاد الدولي (مؤرشف)  (الإنجليزية)
- أحمد محمد أحمد على موقع ناشيونال فوتبول تيمز (الإنجليزية)
- أحمد محمد أحمد على موقع Soccerway.com (الإنجليزية)